# Ivan Konstantinovič Grigorovič
Ivan Konstantinovič Grigorovič, (in russo: Иван Константинович Григорович) (San Pietroburgo, 26 gennaio 1853 – Mentone, 3 marzo 1930), è stato un ammiraglio russo.

## Biografia
Era il figlio di Konstantin Ivanovič Grigorovič (1807-1902), e di sua moglie, la baronessa Mary von der Hoeven.

## Carriera
Nel 1874 servì come ufficiale sulle varie navi. Nel 1893 venne promosso a capitano. Fu nominato addetto navale russa a Londra (1896-1898). Nel 1899 fu nominato al comando della corazzata Cesarevič. Nel 1903 lo Cesarevič navigò per raggiungere Port Arthur.
Durante la Guerra russo-giapponese lo Cesarevič venne colpito da un siluro giapponese, ma rimase a galla e ha contribuito a guidare l'attacco contro i giapponesi. Dopo la morte dell'ammiraglio Stepan Osipovič Makarov, venne promosso al grado di ammiraglio e a capo della flotta di Port Arthur. Sotto la sua efficace gestione, la flotta russa del Pacifico non ebbe problemi di rifornimento di carbone, munizioni o di tutte le forniture durante l'assedio di Port Arthur.
Dopo la fine della guerra, Grigorovič fu nominato capo di stato maggiore della Flotta del Mar Nero. Nel 1908 fu nominato comandante della base navale di Libau e divenne comandante della base navale di Kronštadt, nel 1909. Nello stesso anno venne nominato Vice Ministro della Marina e promosso ad ammiraglio nel 1911. Dal 1911 fino all'inizio della rivoluzione nel 1917 è stato Ministro della Marina. Egli era presidente del Consiglio dell'Ammiragliato (1911-1915) ed è stato membro del Consiglio di Stato (1913-1917).
Era politicamente in sintonia con il Partito ottobristi ed è stato nominato come candidato premier nel 1916; tuttavia la sua candidatura è stata respinta a causa delle obiezioni della zarina vedova Maria Feodorovna.

## Morte
Fu licenziato dal suo incarico in seguito alla rivoluzione di febbraio. Prese parte alla Commissione storica e gli venne chiesto di scrivere le sue memorie. Tuttavia, egli venne respinto nell'ottobre 1921 a causa del ridimensionamento e visse in estrema povertà. Dal suo ritiro chiese il permesso di ottenere cure mediche all'estero e partì per la Francia nell'autunno del 1924.
Ha vissuto in esilio in Francia in povertà fino alla sua morte nel 1930, vendendo i suoi dipinti ad olio di paesaggi marini. Alla sua morte, fu inizialmente sepolto nel cimitero russo di Mentone. Nel 2005 l'urna contenente le sue ceneri venne trasportata a bordo l'incrociatore Moskva, che portò i suoi resti a Novorossijsk. Le sue ceneri vennero poi trasportate a San Pietroburgo e sepolto nella sua tomba di famiglia a Alexander Nevsky Lavra secondo la sua volontà.